# هيروكي آزوما
هيروكي آزوما (باليابانية: 東浩紀)‏ (9 مايو 1971 في ميتاكا، طوكيو - ) كاتب، وناقد أدبي، وفيلسوف، وروائي، وأستاذ جامعي، وناقد من اليابان.